# كفر قاسم (فلم)
كفر قاسم (بالإنجليزية: Kafr kasem) هو فيلم دراما تم إنتاجه في سوريا وصدر في سنة 1974.

## روابط خارجية
- مقالات تستعمل روابط فنية بلا صلة مع ويكي بيانات